# Hermógenes Príncipe de Oliveira
Hermógenes Príncipe de Oliveira (Salvador, 27 de abril de 1917) é um médico, empresário rural e político brasileiro.

## Biografia
Cursou o Primário e o Secundário no Instituto Baiano de Ensino em 1932. Formou-se em Medicina pela Faculdade de Medicina da Bahia em 1938. Especializou-se em Pediatria pela Associação Brasileira de Pediatria em 1941.
Médico pediátrico, Inspetor federal de Ensino de 1937 á 1971, Professor assistente da Faculdade de Medicina da Bahia de 1942 á 1943, médico do Asilo dos Expostos de Salvador de 1942 até 1943, assistente de Pediatria de 1943 á 1945; secretário da Agricultura, Indústria e Comércio da Bahia, Governo de Antônio Balbino em 1958 e médico do Instituto de Puericultura Dr. Martagão Gesteira no Rio de Janeiro.
Eleito vereador de Salvador pela União Democrática Nacional (UDN) de 1947 á 1951, Deputado estadual pela UDN de 1951 á 1955. Suplente de deputado federal pelo Partido Democráta Cristão (PDC) de 1955 á 1959, assumiu o mandato por diversos períodos. Deputado federal pelo Partido Social Democrático (PSD) de 1959 á 1963 e reeleito deputado federal de 1963 á 1967.
Em 1978, se candidatou-se ao Senado pelo MDB pelo 32.454 de votos, mas não foi eleito.